# Bill Mahony
Bill Mahony (n. 16 septembrie 1949, New Westminster⁠(d), British Columbia, Canada) este un înotător ce a reprezentat Canada, medaliat olimpic. A participat la 2 ediții ale Jocurilor Olimpice (1968, 1972) în care a câștigat o medalie de bronz.